# Hokejová liga mistrů 2009/2010
Sezóna 2009/2010 měla být druhým ročníkem této soutěže pořádané IIHF pro nejlepší hokejové kluby v Evropě, soutěže se mělo účastnit 29 týmů z 22 zemí. Základním skupinám měla předcházet dvě předkola.
V červnu 2009 bylo zveřejněno rozhodnutí IIHF o pozastavení soutěže. Tento ročník se tedy nekonal.

## Přehled účastníků, kteří se měli soutěže zúčastnit

### Přímo kvalifikováni do skupinové fáze
| Rusko     | Ak Bars Kazaň           | vítěz play-off Kontinentální hokejové ligy - sezóny 2008-09 |
| Finsko    | JYP Jyväskylä           | vítěz play-off Finské ligy - sezóny 2008-09                 |
| Česko     | HC Energie Karlovy Vary | vítěz play-off České extraligy - sezóny 2008-09             |
| Švédsko   | Färjestad BK            | vítěz play-off Švédské Elitserien - sezóny 2008-09          |
| Slovensko | HC Košice               | vítěz play-off Slovnaft extraligy - sezóny 2008-09          |
| Švýcarsko | HC Davos                | vítěz play-off Švýcarské ligy - sezóny 2008-09              |
| Německo   | Eisbären Berlín         | vítěz play-off Německé ligy - sezóny 2008-09                |

### 2. předkolo
| Rusko   | Salavat Julajev Ufa | vítěz základní části Kontinentální hokejové ligy - sezóny 2008-09 |
| Finsko  | Espoo Blues         | druhý tým základní části Finské ligy - sezóny 2008-09             |
| Česko   | HC Slavia Praha     | vítěz základní části České extraligy - sezóny 2008-09             |
| Švédsko | Linköpings HC       | druhý tým základní části Švédské Elitserien - sezóny 2008-09      |

### 1. předkolo
| Slovensko          | HC Slovan Bratislava         | druhý tým základní části Slovnaft extraligy - sezóny 2008-09 |
| Švýcarsko          | SC Bern                      | vítěz základní části Švýcarské ligy - sezóny 2008-09         |
| Německo            | Hannover Scorpions           | druhý tým základní části Německé ligy - sezóny 2008-09       |
| Bělorusko          | Junosť Minsk                 | mistr Běloruské ligy - sezóny 2008-09                        |
| Lotyšsko           | HK Liepājas Metalurgs        | mistr Lotyšské ligy - sezóny 2008-09                         |
| Dánsko             | SønderjyskE Ishockey         | mistr Dánské ligy - sezóny 2008-09                           |
| Rakousko           | EC KAC                       | mistr Rakouské ligy - sezóny 2008-09                         |
| Kazachstán         | Barys Astana                 | mistr Kazašské ligy - sezóny 2008-09                         |
| Norsko             | Vålerenga Ishockey           | mistr Norské ligy - sezóny 2008-09                           |
| Francie            | Grenoble Métropole Hockey 38 | mistr Francouzské ligy - sezóny 2008-09                      |
| Slovinsko          | HK Acroni Jesenice           | mistr Slovinské ligy - sezóny 2008-09                        |
| Itálie             | HC Bolzano                   | mistr Italské ligy - sezóny 2008-09                          |
| Maďarsko           | Alba Volán Székesfehérvár    | mistr Maďarské ligy - sezóny 2008-09                         |
| Polsko             | Cracovia                     | mistr Polské ligy - sezóny 2008-09                           |
| Nizozemsko         | HYS The Hague                | mistr Nizozemské ligy - sezóny 2008-09                       |
| Ukrajina           | Sokol Kyjev                  | mistr Ukrajinské ligy - sezóny 2008-09                       |
| Spojené království | Sheffield Steelers           | mistr Britské ligy - sezóny 2008-09                          |
| Rumunsko           | Sport Club Miercurea Ciuc    | mistr Rumunské ligy - sezóny 2008-09                         |

## 1. předkolo
V prvním předkole bude 18 týmů rozlosováno do 6 skupin po třech týmech. Ty se mezi sebou střetnou v rámci víkendových turnajů, které se budou hrát v rozmezí tří dnů. Šestice vítězů jednotlivých skupin postoupí do druhého předkola.
Termíny
- 11. září 2009
- 12. září 2009
- 13. září 2009

## 2. předkolo
Šestice postupujících z prvního předkola se zde přidá k přímo nasazené čtveřici týmů. Celky budou rozlosovány do dvojic a utkají se doma-venku. Vítězové dvojzápasů postupují do základních skupin. První utkání se v případě remízy neprodlužuje, ale pokud po odehraných 60 minutách odvety mají oba týmy stejný počet bodů z obou zápasů, o postupujícím rozhodnou samostatné nájezdy.
Termíny
- 23. září 2009
- 30. září 2009

## Základní skupiny
Sedmička přímo nasazených týmů a pětice postupujících ze 2. předkola bude rozlosována do 4 skupin po 3 týmech, které se spolu utkají systémem každý s každým dvakrát (doma a venku). Vítězové každé skupiny postoupí do semifinále.
Termíny
- 14. října 2009
- 28. října 2009
- 11. listopadu 2009
- 18. listopadu 2009
- 2. prosince 2009
- 9. prosince 2009

## Semifinále
Pokud do semifinále postoupí dva týmy ze stejné země, automaticky se spolu střetnou, aby bylo zabráněno tomu, aby se ve finále utkaly týmy ze stejné země. Celky se utkají systémem doma-venku. Výhodu domácího prostředí v odvetě bude mít tým, který dosáhl lepších výsledků v základních skupinách. První utkání se v případě remízy neprodlužuje, ale pokud po odehraných 60 minutách odvety mají oba týmy stejný počet bodů z obou zápasů, o postupujícím rozhodnou samostatné nájezdy.
Termíny
- 6. ledna 2010
- 13. ledna 2010

## Finále
Finále se hraje taktéž systémem doma-venku. Výhodu domácího prostředí v odvetě bude mít tým, který dosáhl lepších výsledků v základních skupinách. První utkání se v případě remízy neprodlužuje, ale pokud po odehraných 60 minutách odvety mají oba týmy stejný počet bodů z obou zápasů, o vítězi Ligy mistrů rozhodnou samostatné nájezdy. Vítěz postupuje do Victoria Cupu.
Termíny
- 20. ledna 2010
- 27. ledna 2010